# Calamagrostis rubescens
Calamagrostis rubescens är en gräsart som beskrevs av Samuel Botsford Buckley. Calamagrostis rubescens ingår i släktet rör, och familjen gräs. Inga underarter finns listade i Catalogue of Life.

## Bildgalleri

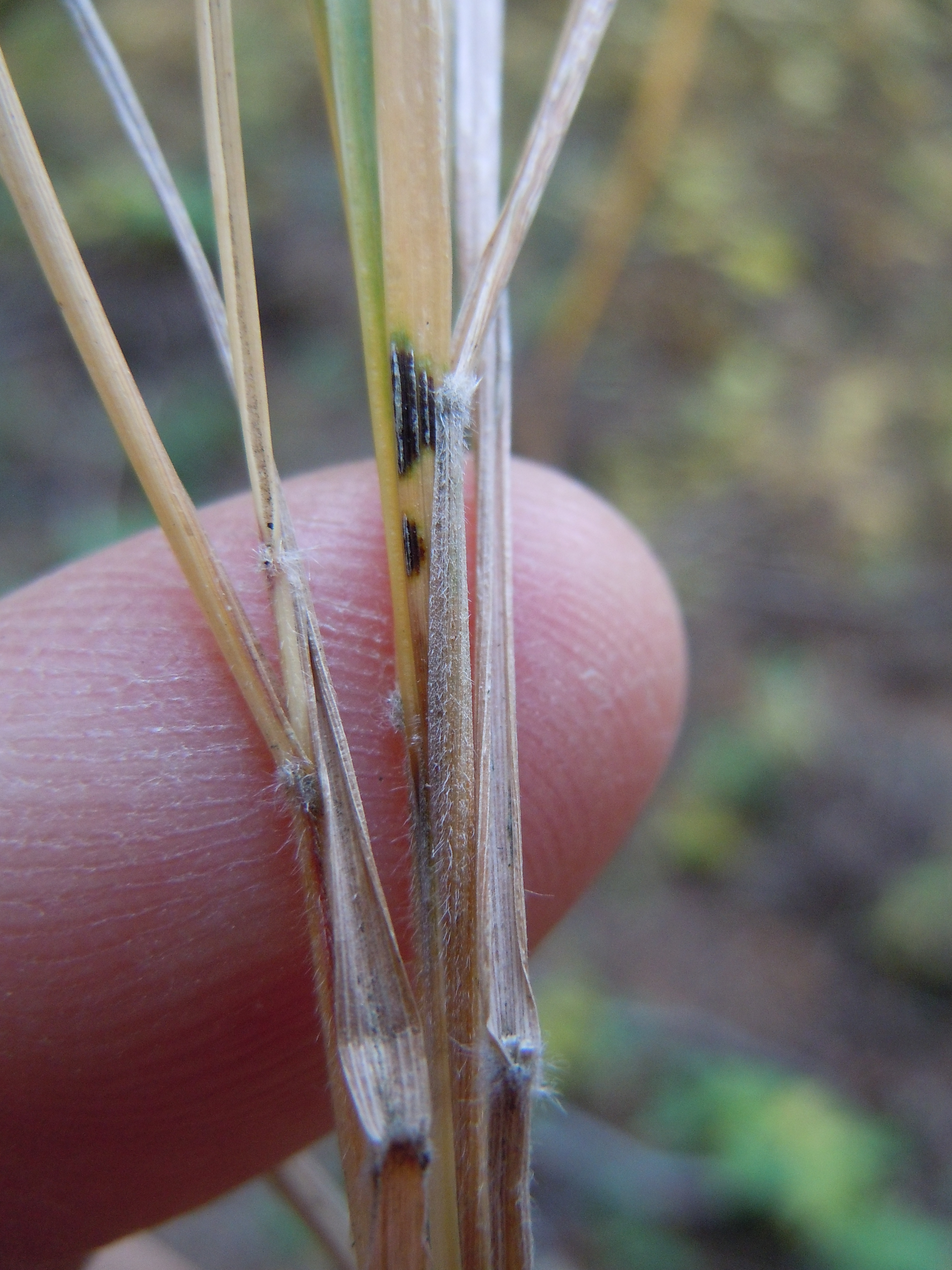
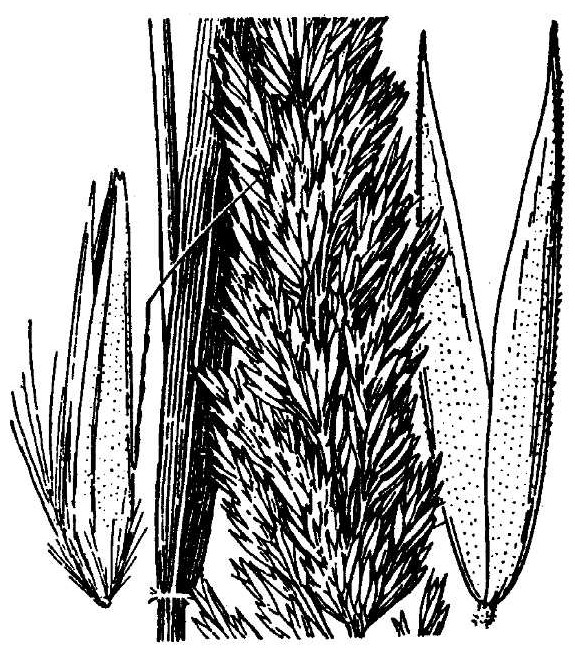
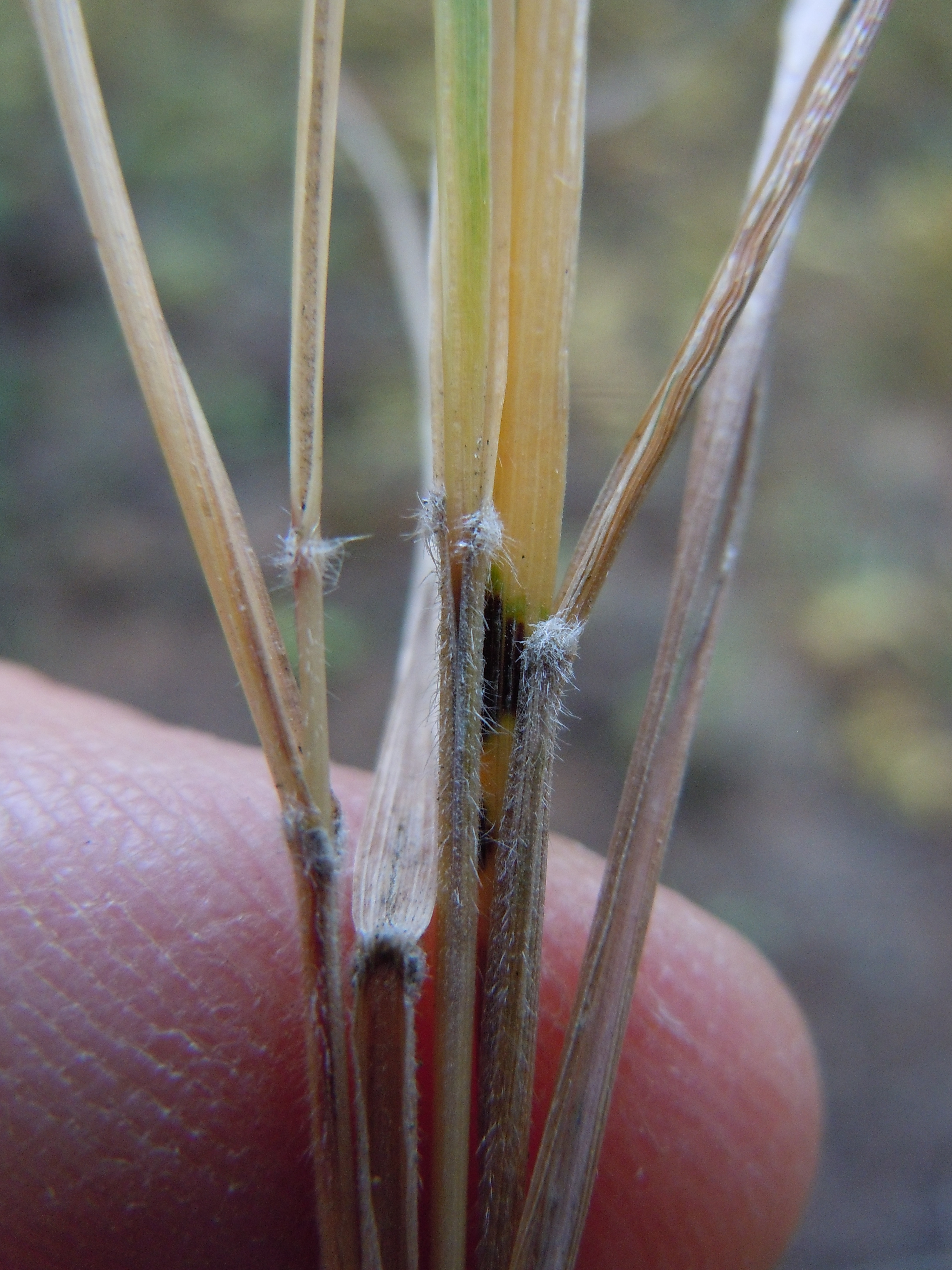
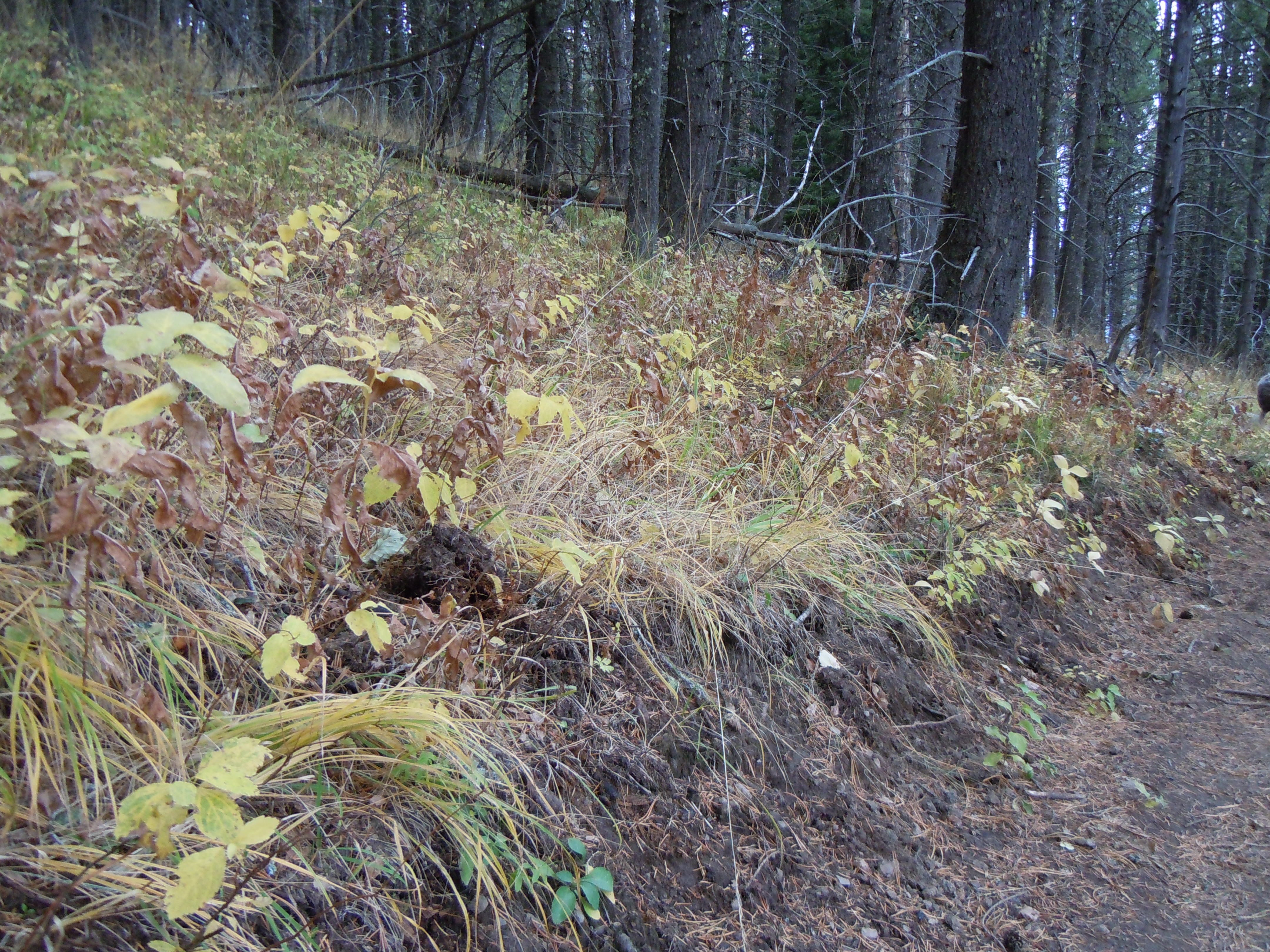
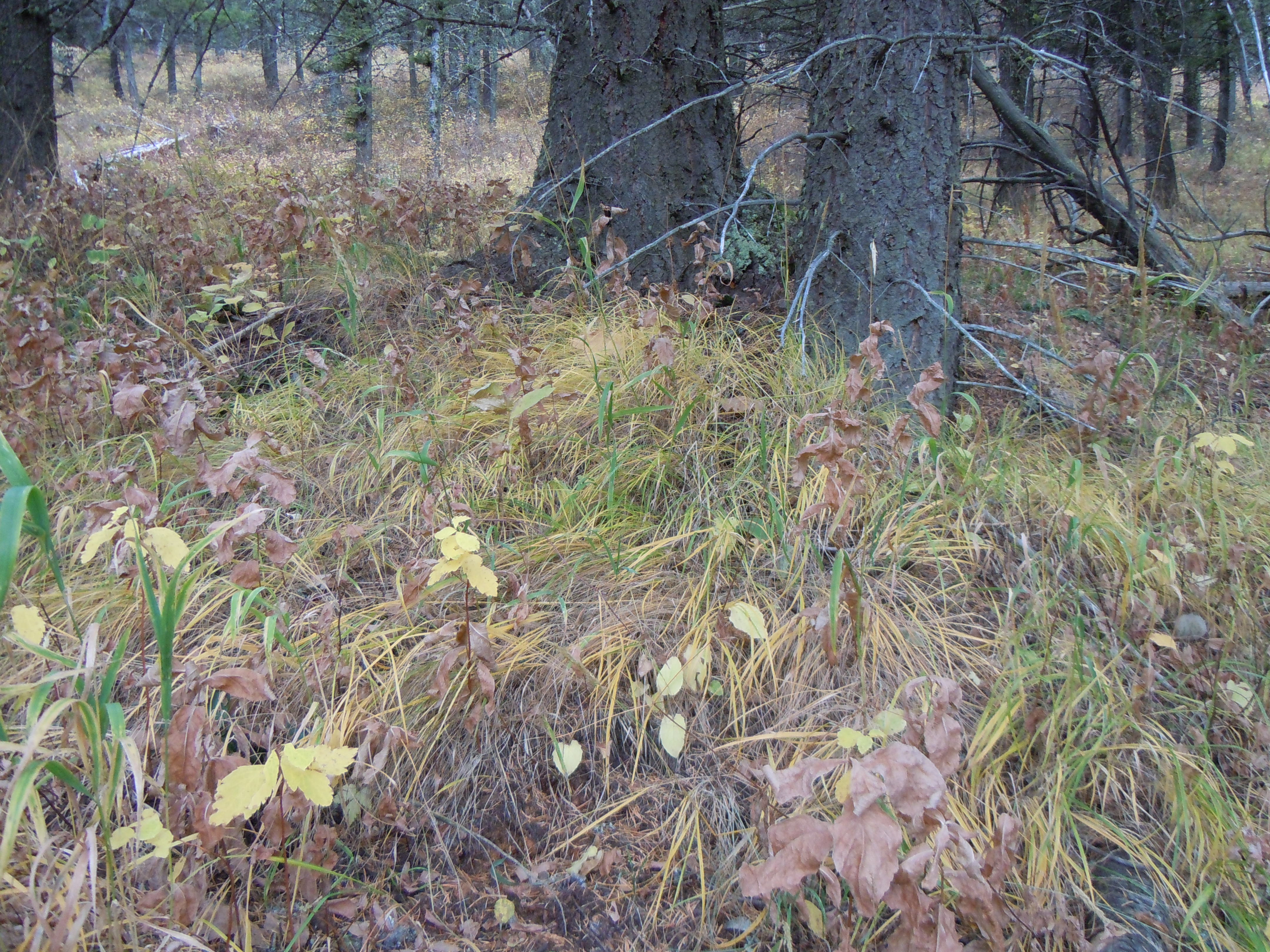
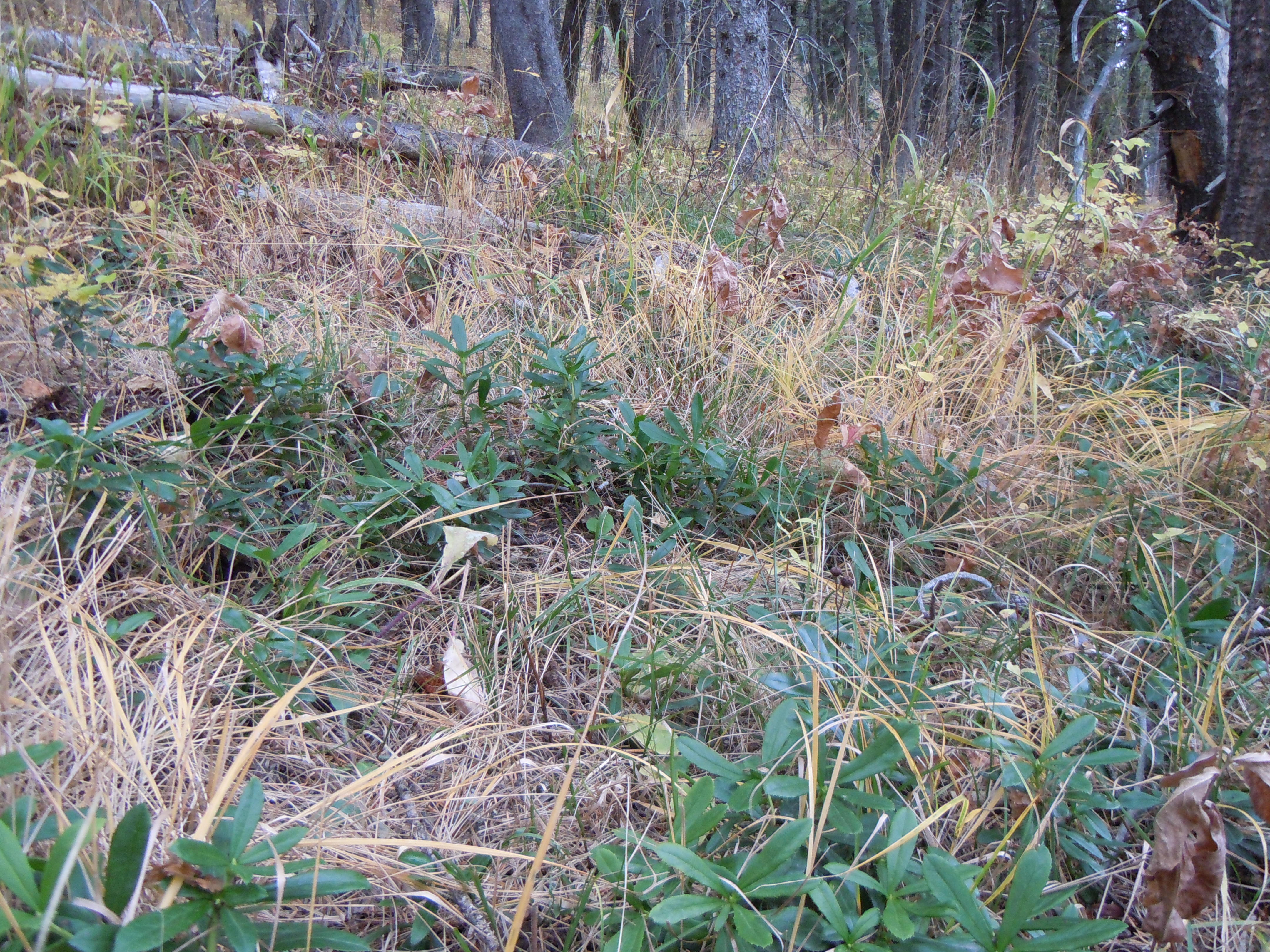